# Average Engines
Average Engines sind eine deutsche Indieband aus Hamburg, die sich 2005 gründete.

## Geschichte
Anfang 2005 existierten Average Engines noch unter dem Namen The Average Engines. Die Band wurde von Tim B. Ukena im Zuge eines Tontechnik-Studiums an der SAE Hamburg gegründet und war als Studierendenband eigentlich dazu gedacht, im Notfall einspringen zu können, falls Kommilitonen aus unglücklichen Umständen keine Band für Studiumsaufnahmen zur Verfügung hatten. Der Name der "Havarieband" setzt sich deshalb aus Average (eng: "Havarie") und Engines (für "Engineers") zusammen. Die Band ist weiterhin der Ansicht, dass jeder musikjournalistisch tätige Mensch, der/die die Frage nach der Namensentstehung als erstes in einem Interview stellt, einen Tritt vors Schienbein verdient hat und antwortet deshalb darauf meist mit einer schillernden, aber völlig frei erfundenen Geschichte.
Zu Beginn als lockeres Kollektiv geplant, war die einzige musikalische Voraussetzung, dass eigene Songs geschrieben werden sollten, keine Coverversionen. Nach kurzer Fluktuationsphase bestand die erste Bandbesetzung aus Stephan Thomssen (vox), Tim B. Ukena (g, vox), Matthias Brattig (g), Sebastian Menge (dr) und Lars Oldendorf (b), in der sie 2007 die EP "The Average Engines vs. Themselves" veröffentlichten. Der Name des selbst vertriebenen Tonträgers erklärt sich mit der langen Dauer der Produktion. Nach dem Ausstieg von Sebastian Menges rückte Lars Oldendorf vom Bass ans Schlagzeug und Steffen Müller kam als neuer Bassist in die Band. Kurz darauf stiegen Stephan Thomssen und Steffen Müller aus und die Band richtete sich neu aus. Tim B. Ukena übernahm die Rolle das Hauptgesanges und als Bassist kam Thorsten Schmidt in die Band. In dieser Besetzung veröffentlichten Average Engines 2010 ihre zweite EP "If Dalí Broke My Arm It Would Sound Like This", die im VISIONS-Magazin Demo des Monats wurde, und ihr erstes Album "Battlesuits", das sie bei Guido Lucas im BluBox Studio in Troisdorf aufnahmen und 2011 über ihr eigenes Label brutkasten veröffentlichten. Ihr zweites Album "Follow. Fail. Repeat" wurde komplett in Eigenregie aufgenommen, produziert und erneut über brutkasten am 8. November 2013 veröffentlicht. Dem Album war eine erfolgreiche Crowdfunding-Kampagne vorangegangen. 2016 verließ zunächst Thorsten Schmidt die Band, Denis Wagner, der für Thorsten den vakanten Platz am Bass übernahm, und Lars Oldendorf stiegen 2019 aus. Seit 2019 sind nun Janis Freund (Syndemic) und seit 2022 Mareike Pophanken (ehem. havarii.) mit an Bord, nachdem Max Pannenberg (Syndemic) ausstieg.

## Stil
Average Engines bezeichnen ihre Musik selbst als Indie. Neben der typischen Instrumentation sind aber auch Synthesizer, Cello, Samples und weiteres Add-On zu hören. Durch den Hang zu eingängigen Melodien finden sie sich allerdings auch schnell in den Gefilden des Pop oder Alternative wieder. Die Band gibt ihre Einflüsse mit Querverweisen zu Biffy Clyro, Queens Of The Stone Age oder Blackmail an.

## Diskografie
| Jahr | Titel                                         | Label      |
| ---- | --------------------------------------------- | ---------- |
| 2007 | The Average Engines vs. Themselves            | -          |
| 2010 | If Dalí Broke My Arm It Would Sound Like This | brutkasten |
| 2011 | Battlesuits                                   | brutkasten |
| 2013 | Follow. Fail. Repeat.                         | brutkasten |